# Vojtěch Bludův
Vojtěch Bludův (též Albert Bludův, Adalbert Bludonis; * 14. století) byl český teolog a františkán.
Pocházel z urozené české rodiny. Řadil se mezi členy františkánského řádu. K roku 1345 je zaznamenáno jeho teologické studium v Paříži. Je rovněž zmíněn k roku 1349 jako kněz řádu Menších bratří, jeden z prvních lektorů učení pražského u kláštera sv. Jakuba v Praze a vystupuje jako papežský kaplan. Téhož roku se na žádost Karla IV. stal Vojtěch mistrem a jedním z prvních profesorů teologie na Karlově univerzitě. V roce 1359 či dříve byl jmenován světícím pražským biskupem.
Sepsal dílo Leccio quod in veginti annis deberet venire Antichristus, v němž pojednával o příchodu Antikrista. Jeho spis ovlivnil zejména Milíče z Kroměříže a v menší míře i Matěje z Janova.